# El Biodh
El Biodh (em árabe: البيوض) é uma comuna localizada na província de Naâma, Argélia. De acordo com o censo de 2008, a população total da cidade era de 12 074 habitantes.